# Curtains
A Curtains John Frusciante nyolcadik szólóalbuma, amely 2005. február 1-jén került a boltokba.

## Számlista
Minden szám John Frusciante szerzeménye.
1. "The Past Recedes" – 3:53
2. "Lever Pulled" – 2:22
3. "Anne" – 3:35
4. "The Real" – 3:06
5. "A Name" – 2:03
6. "Control" – 4:29
7. "Your Warning" – 3:33
8. "Hope" – 1:56
9. "Ascension" – 2:52
10. "Time Tonight" – 3:12
11. "Leap Your Bar" – 2:36

## Felvételek
- John Frusciante – ének, elektromos gitár, akusztikus gitár, piano, basszusgitár, szintetizátor, dob
- Omar Rodriguez-Lopez – elektromos gitára "Lever Pulled" című számban, gitár ("Anne")
- Carla Azar – dobok
- Ken Wild
- Ryan Hewitt – keverés
- Chris Holmes
- Bernie Grundman
- Lola Montes
- Mike Piscitelli
- Dave Lee